# 洛場村

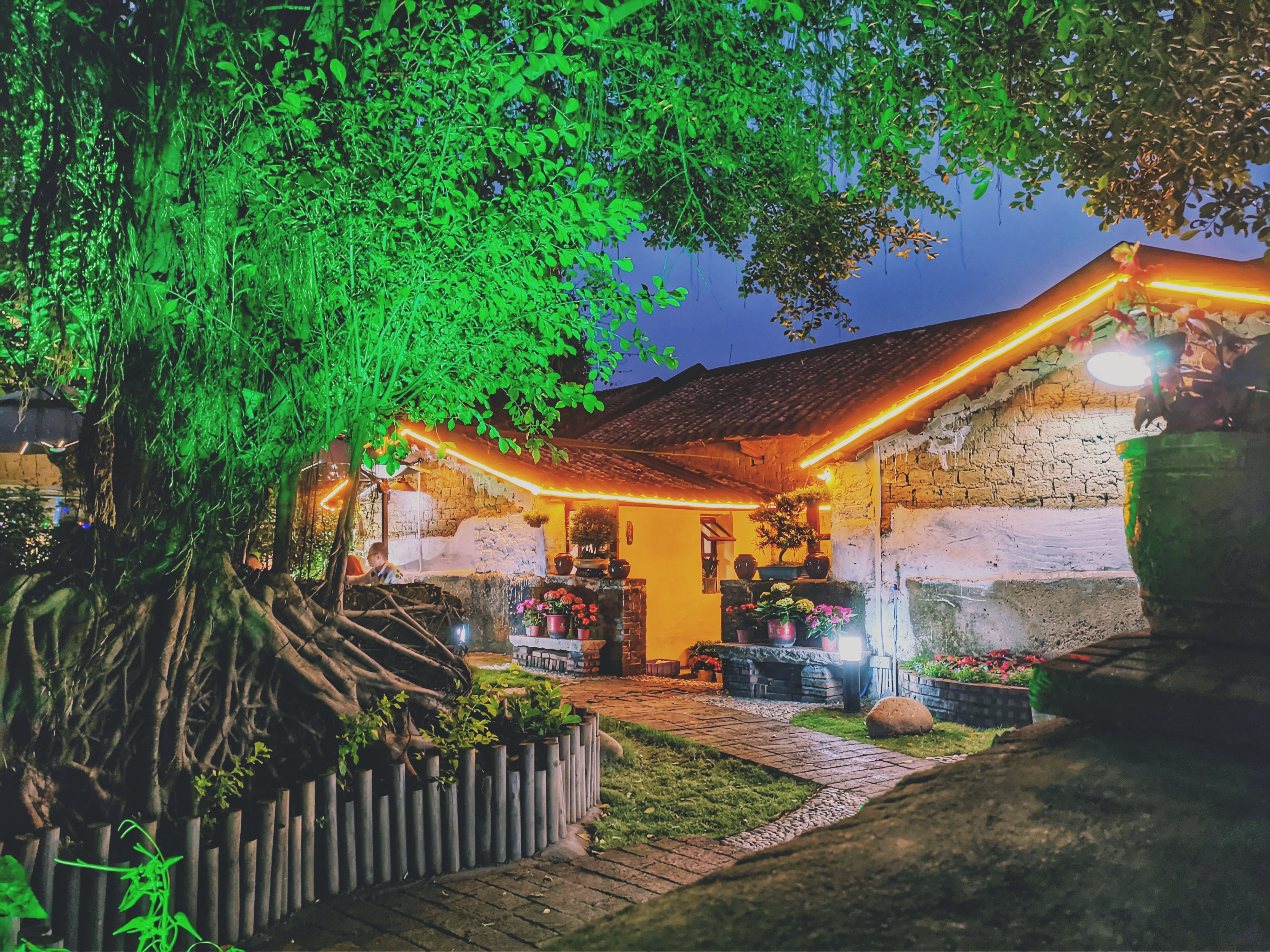
洛場村一景

洛場村是位於中华人民共和国廣東省廣州市花都區花山鎮的一個行政村。總面積2.739平方公里，有15個經濟社，9個自然村，常住人口2572人。1751年建村，原名「洛溪村」，為許姓人居住的地方，現除烏石崗自然村是以陳姓人為主外，其他自然村以江姓人為主。洛場村是許多華僑的故鄉，在清朝咸豐年間就有村民離開中國謀生，現在中國海外的洛場村華僑有5000多人。中華民國大陸時期，部分村民在海外掙錢後回到洛場村生活，但由於當時洛場村土匪眾多，華僑紛紛在洛場村建設碉樓用於自衛。洛場村現存碉樓建築原有60多座，為廣州市最大、保留最完整的碉樓群。但因業主在海外生活，許多碉樓建築空置、廢棄，有10多間碉樓因缺乏維護而倒塌。2013年始，洛場村發展“花山小鎮”項目，開發碉樓、引入文創企業，使碉樓得以保護與再利用，亦提振村內經濟。

## 歷史沿革
1751年（清乾隆十六年）洛場村建村。原名為「洛溪村」，居民以許姓為主。1754年，江姓人從平山遷入洛場村，陳姓人則從博羅遷入洛場村。咸豐年間，許多洛場村村民赴海外移居。從建村至1911年，洛場村地方均屬花縣平山村管轄，並被劃為第十一、十二堡。
1911年至1934年，花縣改為六區，洛場地方屬花縣一區管轄。1935年改屬花縣二區管轄，1941年改為花縣一區管轄，1946年改為平山鄉管轄。1949年被劃分為平東鄉和平北鄉分別管轄，1957年統一劃為平山鄉管轄。1983年，花山人民公社改為花山區，洛場村獨立為洛場鄉。1987年改為洛場村，屬花山鎮管轄。1950年至1955年，洛場村是花縣人民政府的駐所。

## 地理
洛場村地處花都區花山鎮中東部，由洛場村、上中莊、下莊、文和定莊、全貴莊、金崗嶺、烏石崗、大窩嶺、瓦窯塘9個自然村合成。東接花山鎮的平東村、花東鎮的天和村；西接花山鎮的東華、平山村；南接平東、平山村；北接花山鎮的兩龍村。洛場村位於廣州白雲國際機場附近，至大廣高速花山交流道需2分鐘車程，至白雲機場需15分鐘車程，至廣州市區約1小時車程。
洛場村的地質屬於平原地貌，村轄範圍除烏石崗、大窩嶺及金崗嶺（已被平整）外均為粘質土可耕水澆地。表土層較淺，土質鬆軟。自然形成的銅鼓坑河及人工開挖之流溪河灌渠自東向西流經洛場村。
洛場村屬亞熱帶季風氣候，四季明顯，夏季最高溫度可達37℃，冬季最低溫度可達0℃。日照時間長。春天多霧霾或陰雨，氣候濕潤，偶有冰雹；夏天秋天多雷雨，常受颱風波及；冬天雨水少，常刮東北風，天氣乾燥，偶有霜凍或結冰。在1958年開挖流溪河灌渠之前，洛場村的自然災害多為短暫之旱災或銅鼓坑的水患。1959年5月17日，銅鼓坑仙閣段決堤，洛場村房屋亦被波及淹沒。1963年1月至9月，洛場村未下透雨，致使農作物乾旱而死。

## 碉樓建築
洛場村原有60多座碉樓，均為1920年代至1940年代由海外洛場村華僑建造。但因缺乏維護，現僅存50多座碉樓，是广州市最大、保留最完整的碉楼建筑群。洛場村的碉樓群，和開平碉樓是同期建造的，都是1920年代至1940年代間，是分散於世界各地的華僑汲取各自僑居國的建築風格並結合當地工匠想像力的產物，亦是集防衛、居住和中西建築藝術於一體的鄉土建築群體。這些碉樓中，大部分布局以中式為主，建築造型以西式為主，兼具中西風格。與開平碉樓不同，洛場村碉樓的防衛性略為弱化，風格與用途更注重居家、實用。碉樓有鐵柵、槍眼、瞭望台，亦有臥室、廚房、會客廳。由於洛場村碉樓多為一家一戶興建，其碉樓比開平掉樓小而精巧，而院子會比開平碉樓大，亦注重碉樓的方位、坐向和通風。碉樓是樓主身份地位的象征，也是華僑與家眷的安居之所。

### 江梓橋樓
「江梓橋樓」建於1937年，三層半高。首層門口建有兩根歐式門柱，碉樓外牆採用青磚為材料，每層樓都有一個外飄的陽台，陽台上有壁畫。主樓的兩側各有一座副樓供傭人居住。因為俯瞰造型似一架飛機，所以村民又將其稱為「飛機樓」。飛機樓的主人江梓橋，是洛場村一位讀書人。其子江寶卓留學美國，曾在陳濟棠主政時期的廣東政府中任職，另一子江寶琨在美國開設洗衣店，寄回不菲僑匯。江梓橋樓的建造、設計均為當時廣州市最好的設計師主持，陳濟棠、利樹宗為房屋竣工紀念碑提名。

### 津仁樓
「津仁樓」為中西合璧式建築，呈長方形，北側帶有一路建築，由江津仁出資興建。坐西朝東，主樓房長5.2米，寬11.6米，三層半高樓房高約12.5米。右路帶一層高面闊3.9平方米的房間。建築佔地110平方米。津仁樓主樓為平頂屋面，大砂磚牆，大紅方磚鋪地。室內木板露面及樓梯，大樓牆體有兩層鐵拉碼固定。

### 鷹揚堂
「鷹揚堂」，又名「自謙樓」、「斑馬樓」，建於1930年代。為中西合璧式建築，主樓坐西北朝東南。長4.6米，寬10.8米，樓高三層半，約有14.2米高。建築佔地49.7平方米，主樓右路帶一路建築長9.1米，寬11米，與主樓以2.4米巷道相隔。前有約108平方米的大院。
主樓使用大砂磚和青磚砌成條狀牆體，兩側牆體用兩種磚交替豎砌，顏色層次分明。正面女兒牆上設有拱形照壁，照壁上塑有大鷹，正面有灰塑豎寫“鷹揚堂”三字，兩側寫有“江林記造”和“江河平作”。樓主為江自謙，美國華僑，民國時期回洛場村建成此樓。現此樓後人將此出租予他人居住。

### 靜觀盧
「靜觀盧」又名「悅遠樓」，建於1930年代，為中西合璧式建築，由江悅遠合資興建。坐西南朝東北，長8.5米，寬7米，高三層半約12米。為華僑樓建築，平頂霧面，青磚牆，紅方磚鋪地，室內有木板樓面及樓梯，大樓牆體有鐵拉碼固定。

### 活元樓
「活元樓」又名「劍樓」，為中西合璧式建築，由江活元和江活橋兩兄弟合資興建。坐北朝南，樓房長11.5米，寬11.9米，三層樓高約11米，建築佔地144平方米。民國初期，樓主江活元之子江志劍在此居住過，故村民稱之為“劍樓”。

### 彰柏家塾
「彰柏家塾」建於1920年代，由旅美華僑江彰柏出資興建。坐西朝東，三層樓高約10米，過去是洛場村為宗族子弟進行啟蒙教育的學館。

## 產業發展

### 農業
1949年，洛場村有可耕地2000畝，1954年土地平整後可耕地增至2200畝。農業生產以種植水稻為主，亦種花生。農業合作化後，統一種植水稻，僅有小部分土地種植花生或其他農作物。1968年至1977年曾推廣一年三造，即在晚稻收割後再種植冬小麥、油菜及紫雲英。1970年起大量種植焦柑，僅有小部分土地種植自用的蔬菜或其他經濟作物。
改革開放後，農戶除種植需上繳之水稻外，開始種植其他經濟作物。1993年後，因應焦柑樹產量下降及受廣州白雲國際機場徵地補償價格影響，農戶砍焦柑，改種龍眼。2000年起，由於農業稅廢除、城市建設，洛場村可耕地不再種植水稻，改種植龍眼、蔬菜、甜玉米等農作物。
在畜牧業方面，農業合作化前，洛場村農戶一般飼養一頭牛用於耕地，亦飼養一兩頭豬或十餘隻三鳥。農業合作化後，生豬由生產小隊和社員飼養，三鳥和耕牛由農戶飼養，三鳥和生豬每年都要按需上交。改革開放後，三鳥和生豬的上交任務取消，農戶普遍採用肉鴨、生豬、魚塘立體養殖的模式就。
在水產業方面，改革開放前，洛場村只有15片魚塘，總面積約70畝，年產量約500斤。改革開放後，新開挖290畝魚塘，而年產量因採用塘水加氧、精飼料餵養而提高至約2000斤。
在林業方面，1949年以前，洛場村只有少量野生林位於山丘處，因1958年大鍊鋼而被砍伐。2000年開始，洛場村在山丘上種植林木，現達約70畝。

### 觀光業
2013年底，郑国明和谭乐啟動“花山小鎮”計畫，希望將其洛場村的碉樓與老屋宅合伙租下，打造文旅小鎮。耗費了兩年多時間與房屋主人洽談承租事宜後，兩人顺利租下8栋碉楼、30多间青砖房，租约5年至15年不等。
花山小镇项目將碉楼和百年民居按照原有的自然布局和生态环境规划进行改造以做到“修旧如旧”，院落设计基本保持了老屋旧式格局，但融入了更多設計元素花山小镇首期占地约20亩，合計投入1500萬人民幣以改造巷道、污水管网、並修葺部分碉楼。除了对洛场村的碉楼进行整体性保护和文化创意开发，花山小鎮項目亦開展文化民宿、展览馆、文化一条街、艺术公园等建设，吸引和聚集一批摄影、美术雕刻、音乐、艺术品等文化艺术和创意人才。
花山小鎮帶動了洛場村旅遊業的發展。2016年，花山小鎮吸引遊客逾30萬人次，年產值達5000萬人民幣。洛场村的集体经济收入达到255万人民幣，村民的人均收入18575人民幣。2018年，花山小镇吸引了31家文化创意机构入驻，包括红酒咖啡文化、设计、太极文化、陶艺、影视、书画院、民宿等业态陆续前来投资。同年，洛場村改造項目被列入廣州市城市更新年度計劃，獲得建設資金1500萬人民幣。此外，亦獲得特色小鎮創建資金2000萬人民幣。目前，投資約1.45億人民幣的花山小鎮二期工程正在建設中。這些資金將會用於將用於建設生態停車場、改造及修復風水塘，亦會整飾村內巷道、保護和修復舊有碉樓、裝飾村民自建房屋。預計二期工程建成後，花山小鎮佔地面積400多畝，成為文創企業和人才的聚集地。

## 人口
洛場村立村以來，江、陳兩姓族人繁衍生息，1949年已有1300多人。由於計劃生育政策使人口增長放緩及有人出國定居，除烏石崗一自然村人口增長較快外，洛場村的人口增長率在0.4%左右。洛場村民除兩個嫁入的女性為少數民族外，原住的村民均為漢族。洛場村現旅居國外及港澳台的村民及後代達5000多人，主要分佈於美國、加拿大、巴拿馬、西歐、新加坡、馬來西亞等地。
落戶花山鎮的工企業達數百家，這些企業吸引了不少來自外地的務工人員。洛場村因靠近鎮政府所在地、毗鄰花山華僑工業園區，廣州市醫藥學校亦在附近，有外來務工人員和學生到洛場村租屋暫住。2013年，在洛場村暫住的人員就有2000多人。這些人員主要來自湖南、江西、廣西、貴州、四川等地，亦有人為學生。除少數人在洛場村承包土地種植蔬菜或經營小生意外，大部分均為企業或商店的僱員。
| 隊別                       | 人數 | 隊別 | 人數 | 隊別   | 人數  |
| -------------------------- | ---- | ---- | ---- | ------ | ----- |
| 一隊                       | 195  | 六隊 | 97   | 十一隊 | 106   |
| 二隊                       | 221  | 七隊 | 168  | 十二隊 | 173   |
| 三隊                       | 205  | 八隊 | 128  | 十三隊 | 149   |
| 四隊                       | 257  | 九隊 | 156  | 十四隊 | 151   |
| 五隊                       | 261  | 十隊 | 139  | 十五隊 | 166   |
| 合計                       | 合計 | 合計 | 合計 | 合計   | 2,572 |
| 此列表均為2013年的人口數據 |      |      |      |        |       |

## 生活設施
在住房方面，1949年前，洛場村民的住房除華僑回鄉所建的五十多座混合結構的樓房外，其餘均為泥磚房屋或磚木結構房屋。1958年，大躍進期間，不少舊泥磚房被拆掉，泥磚被砸碎作泥肥。一些缺房的村民開始改用紅磚修建磚木結構房屋。改革開放後，村民先後修建了混合結構或框架結構的樓房，這些樓房多為兩層半或以上。至2013年，村民均住於樓房。
在能源方面，從建村始，洛場村村民普遍使用井水或江水，無人使用電力。1963年，洛場村開始使用水力發電抽水抗旱。1965年，村民家庭照明均以電燈取代了煤油燈，各種各樣的電動農機具也投入使用。1980年代開始，隨著經濟發展，村民逐漸使用家用電器。2003年，洛場村民全部改用自來水。在能源使用上，洛場村民生活使用的能源為稻草和山柴草，主要用於施肥、烹飪或取暖。1950年之後，村民開始使用煤炭作為能源，但仍使用稻草及山柴草。1990年之後，村民開始使用煤氣作為能源。村民亦會購買電器，使用電能作為能源。
在通訊方面，1988年以前，洛場村村民郵寄信件包裹、訂閱報刊、領取包裹及發送電報，均要到平山或者兩龍郵電所辦理，村民收到的信件或報刊則由郵電局的郵遞員負責派送到村民家中。1988年之後，村專設一員，代郵電局派發包裹。1956年之前，洛場村村民要打電話平山或者兩龍必須要到郵電所辦理。1956年，洛場大隊安裝了村內第一台手搖電話，為郵電所分機，需分機話務員代接才能通話。1977年，大隊的電話改為撥號的自動電話。1998年始，自動電話大量進入洛場村村民家中，許多撥號電話更新為程控電話。 1993年，洛場村有村民開始使用傳呼機，1994年有村民開始使用“大哥大”移動電話，至2005年，洛場村村民已經普及使用手機。
在電視方面，1974年，有洛場村村民購置一台9寸黑白真空管電視機，此後亦有生產隊也相繼購買了黑白真空館電視機。由於當時一個生產隊只有一台電視機，村民看電視則要需集中觀看。直至1980年代中期，帶室外天線的電視機逐步普及。1990年代，彩色晶體管電視機在村民中普及，大多數採用有線電視。2013年始，數字電視開始取代有線電視，不少家庭亦更換為液晶電視機。
在文體設施方面，洛場村先後投入216萬人民幣，建成洛場公園、下莊公園及大窩嶺公園，亦建成洛場文化廣場。洛場村亦投入328萬人民幣，修建通往各自然村至硬底水泥村道，亦修建美化第三生產隊之村道、塘基，亦有美化文和定莊之樹林。

## 教育

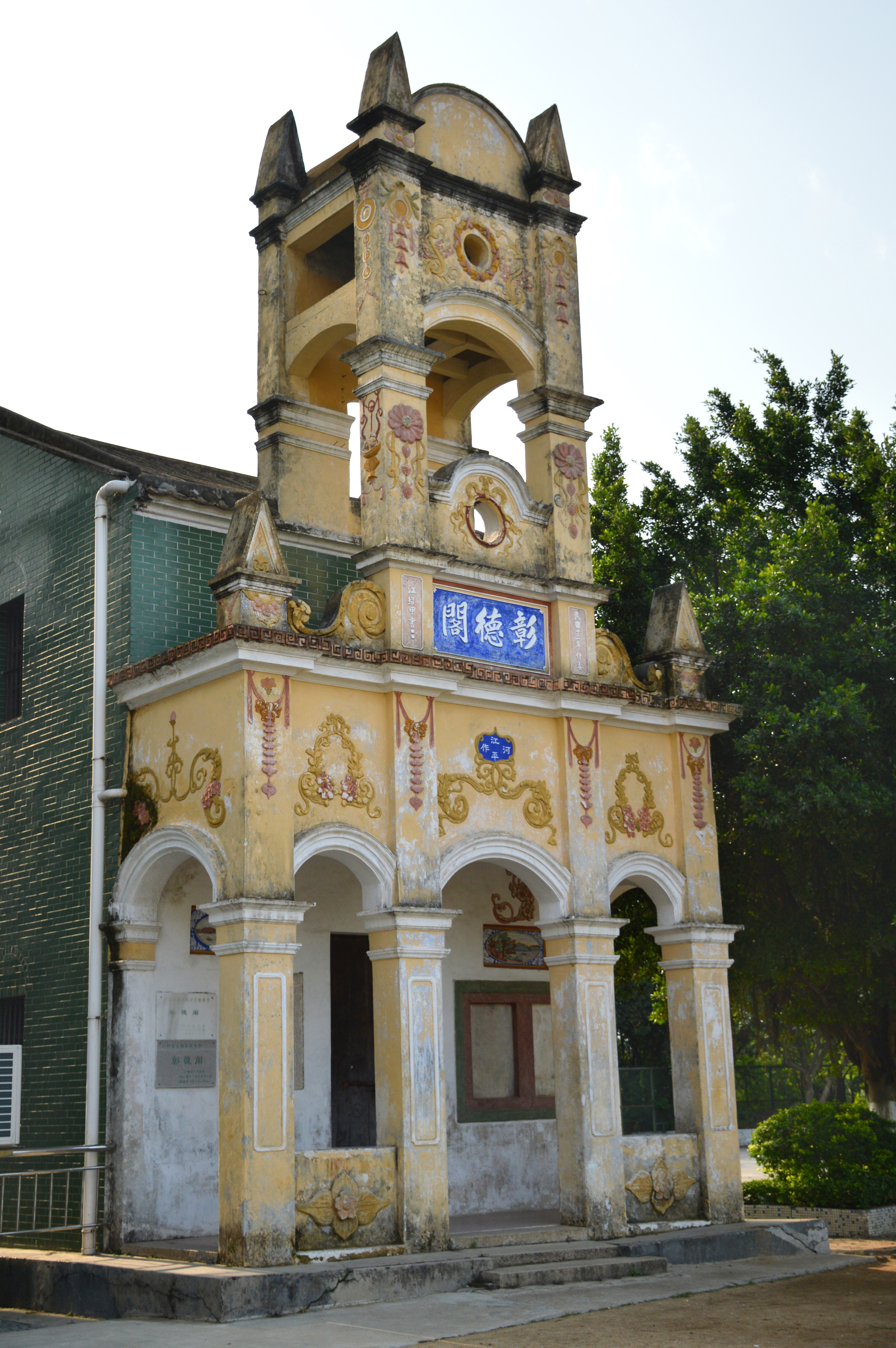
建于1923年的彰德閣，为美成小学的钟楼

在1921年之前，洛場村無自有學校，求學者只能前往外鎮之悅賢書院或花峯書院學習。1921年，洛場在美華僑江照台、江秋聯、江紹庚、江遠能、江成貫等人組織華僑捐款，在洛場村西南側興建兩層結構共6層高之校舍，命名為洛場小學。1926年，校舍被燒毀，後由華僑再次捐款，共籌得12萬美元以重建校舍。1937年改稱美成小學。學校有校歌，學生有校服，亦有校車接送。在中國抗日戰爭時期停辦，1946年複辦。
1951年，修業小學併入美成小學，並於1967年更名洛場小學。文化大革命期間，洛場小學遭到破壞，所屬建築的裝飾被打爛，學習內容僅限於《毛主席語錄》和《毛主席著作》，中學部則停止辦學。1976年，洛場小學恢復正常教學。1978年，中日友好訪華團曾到洛場小學參觀，留下一面27人簽名的錦旗。 1979年8月30日，美國副總統華特·孟岱爾訪華時參觀了洛場小學。美成小學校友、美國加州州務卿余江月桂亦回母校探望。1981年復名為“美成小學”。
1933年，當地華僑集資創辦修業中學，名稱取自《易經》中的「君子進德修業」。當時校內有300餘名學生、幾十名老師。1939年，校舍被日軍炸毀。1985年，由於村里的適齡學童增多，修業中學復辦並擴建新校舍。2005年修業中學與花山中學合併，原校舍於2007年改為花山成人文化技術學校。

## 交通

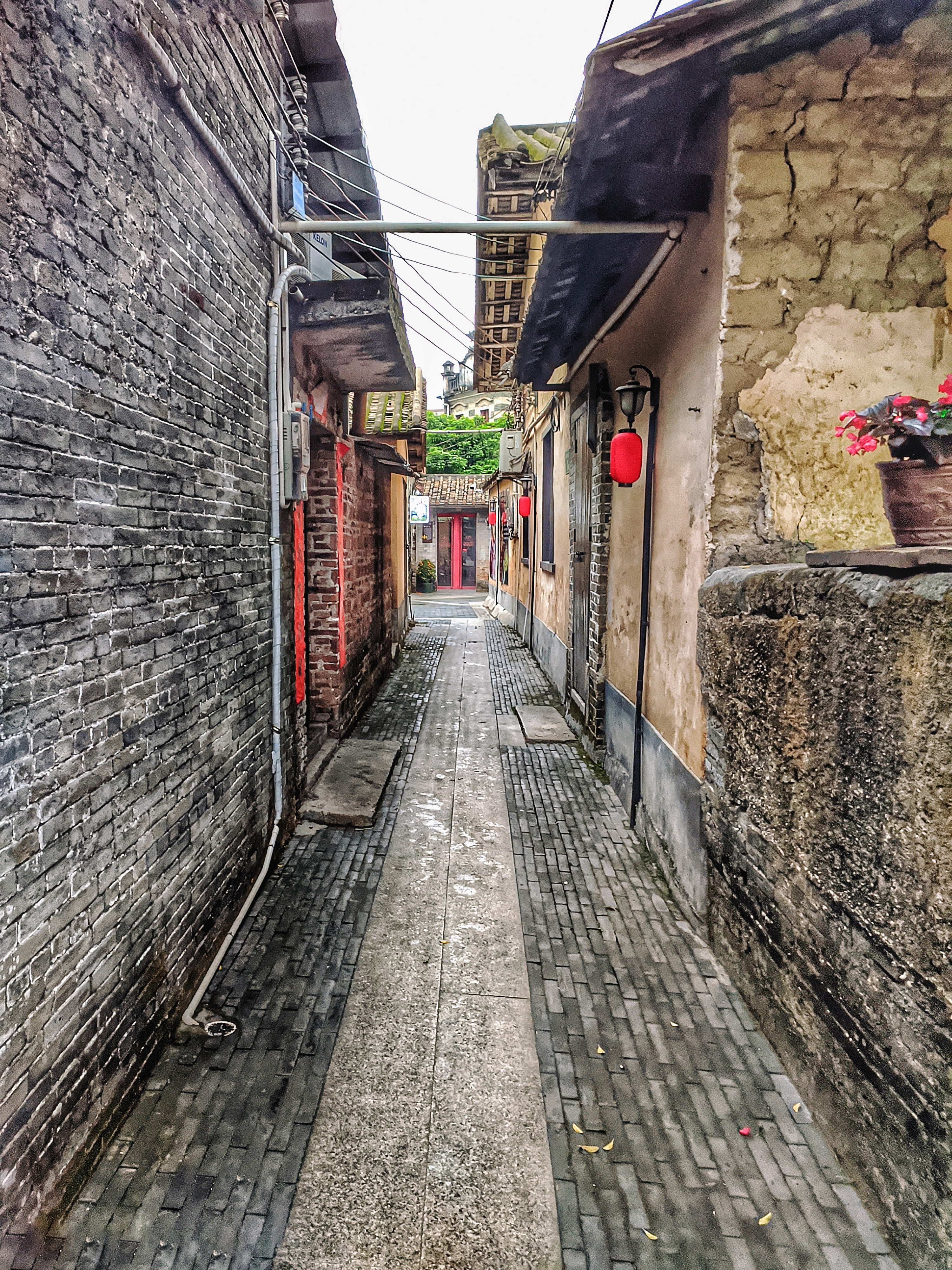
一條被鋪上青石磚的巷道

1949年前，只有平迴（花山平山—北興迴龍）公路由東往西通過洛場村，這條公路只有一車道，為泥底公路。通往洛場各自然村的均為狹窄彎曲的田間小路，而洛場村範圍內僅有銅鼓坑石橋、烏石崗橋、解放莊橋和上莊橋。1950年代，公路部門將平迴公路擴寬為兩車道泥路。1960年代，政府修建了文和定莊橋。1976年，將泥路分段改造成柏油路或水泥路。1993年，花都市修建四車道一級公路 花都大道，其自西向東穿越洛場村，連接 105国道與 106国道。2008年，花山鎮政府投資修建啟源大道，亦建设銅鼓坑橋和流溪河橋。其四車道一級公路自北向南通過洛場村，連接花山工業區與花都大道。除此之外，政府亦投資建成金崗嶺橋及机场高速北延线花山立交橋。
2000年起，洛場村先後投資280多萬人民幣，修建了連接洛場、烏石崗、全民、大窩嶺、金崗嶺五條共8公里可通汽車的水泥硬底村道。截至2013年，洛場村除已廢棄的道路外，其餘村道、巷道已全新改造成水泥硬底巷道。2013年之後，部分巷道為配合花山小鎮的建設，改鋪青石磚。

## 榮譽
2016年，洛場村被廣州市旅遊局評為“广州乡村旅游示范點”。2020年，洛場村獲得“中國華僑國際文化交流基地”稱號。除此之外，洛場村亦獲得“廣州市文明示範村”、“珠三角最美鄉村”、“廣東省人口和計劃生育基層群眾自治示範村”、“廣州市鄉村旅遊示範村”、“廣東省古村落”的稱號。

## 註腳
1. ↑  分別為彰柏家塾、澄廬、開誠樓、活元樓、靜觀廬、鷹揚堂、津仁樓、活欽樓[11]
2. ↑  一說21間[11]